# Lukács Dénes
Erzsébetvárosi Lukács Dénes (Nagyvárad, 1816 – Nádudvar, 1868. április 1.) honvédezredes, a honvédtüzérség főparancsnoka, Szilágyi Dezső nagybátyja.

## Életpályája
Az erdélyi Örmény nemesi Lukács  család leszármazottja. 
Testvére erzsébetvárosi Lukács György államtitkár volt. 1830-ban hadapródként lépett az 5. (Bervaldo) tüzérezredbe. 1830 és 1833 között elvégezte az ezred tüzérségi iskoláját, majd a bombászkarban szolgált. Tanult a bécsi tüzériskolában is és iskoláiba később tanárként is visszakerült. Ő oktatta tüzérségi ismeretekre az ifjú Ferenc Józsefet is. Mai ismereteink szerint 1840-ben Lukács Dénes készítette Magyarországon az első földgömböt. [A Debreceni Református Kollégiumban tevékenykedő rézmetsző diákok Budai Ézsaiás vezetésével 1800 táján már készítettek magyar felirattal ellátott földgömböt.]
Batthyány Lajos kormányának megalakulása után az Országos Nemzetőrségi Haditanácshoz vezényelték, júniustól a Haditanács tüzérségi osztályának főnökévé nevezték ki. Részt vett a honvéd tüzérség első ütegeinek szervezésében. 1848 novemberében osztályával átkerült a hadügyminisztérium állományába. A főváros feladása után 1849 januárjától alezredesi rangban Debrecenben, majd Nagyváradon szolgált. A honvédség ütegeinek nagy részét az ő felügyelete alatt szervezték meg. Jelentős érdemeket szerzett abban, hogy a tüzérség a honvéd hadsereg legegyenletesebb teljesítményt nyújtó fegyverneme volt. 1849 májusában ezredessé léptették elő és kinevezték a Honvéd Tüzér Főparancsnokság vezetőjévé.
A szabadságharc leverése után elfogták, és az aradi haditörvényszék előbb golyó általi halálra, majd tizenhat év várfogságra ítélte. Temesváron, Aradon, majd Komáromban töltötte büntetését. Komáromi fogsága idején földgömböket készített, melyeket iskolai használatra a könyvkereskedések is árusítottak. 1856 áprilisában kegyelemmel szabadult. 1860-tól haláláig Nádudvaron árva gyámként dolgozott.
Az első rézbe metszett magyar felírású  földgömbök  készítése során Lukács Dénes volt a földtekekészítés  fő  mestere.

## Emlékezete
- 2009. október 4-én leplezték le Nagyváradon Lukács Dénes tüzérezredes mellszobrát. A szobrot Berek Lajos Mednyánszky-díjas szobrászművész készítette el.

- Nádudvari Települési Értéktár Bizottság 3/2022. (XI.25.) határozatával felvette Lukács Dénes, az  1848-49-es  forradalom  és  szabadságharc  tüzérezredese  életének  és  munkásságának, valamint a nádudvari katolikus temetőben található Lukács Dénes és a Lukács család (Lukács Ignác,  felesége  Lukács  Ignácné  Novák  Katalin  és  fia,  Lukács  Dezső)  sírjait  a  Nádudvari Települési Értéktár kulturális örökség kategóriájába.[6]